# Taavi Pappel
Taavi Pappel (ur. 27 listopada 1999) – estoński skoczek narciarski. Dwukrotny uczestnik mistrzostw świata juniorów (2018 i 2019). Medalista mistrzostw kraju.

## Przebieg kariery
W styczniu 2016 zadebiutował w FIS Cupie, zajmując miejsca na przełomie ósmej i dziewiątej dziesiątki konkursów w Zakopanem. Pierwsze punkty tego cyklu zdobył 12 sierpnia 2017 w Kuopio, gdzie był 17. 19 sierpnia 2017 w Wiśle, w ramach LPK, zadebiutował w konkursie Pucharu Kontynentalnego, plasując się na 65. lokacie. W lutym 2018 wystąpił w konkursie indywidualnym mistrzostw świata juniorów w Kanderstegu, jednak został zdyskwalifikowany. Rok później, w styczniu 2019, w Lahti zajął 59. lokatę w światowym czempionacie juniorów. W międzynarodowych zawodach rangi FIS po raz ostatni startował w lipcu 2019, zajmując 65. i 61. miejsce w konkursach FIS Cupu w Szczyrku.
Z klubem Nõmme SK zdobywał medale mistrzostw Estonii w rywalizacji drużynowej: zajął 2. miejsce latem 2018, zaś brązowe medale zdobywał dwukrotnie latem (2016 i 2017) oraz zimą 2018. Stawał również na podium mistrzostw kraju w kategoriach juniorskich i dziecięcych, zarówno w skokach narciarskich, jak i kombinacji norweskiej.

## Mistrzostwa świata juniorów

### Indywidualnie
| 2018 Kandersteg | – | zdyskwalifikowany |
| 2019 Lahti      | – | 59. miejsce       |

### Starty T. Pappela na mistrzostwach świata juniorów – szczegółowo
| Miejsce | Dzień       | Rok  | Miejscowość | Skocznia           | Punkt K | HS     | Konkurs  | Skok 1 | Skok 2 | Nota     | Strata    | Zwycięzca            |
| ------- | ----------- | ---- | ----------- | ------------------ | ------- | ------ | -------- | ------ | ------ | -------- | --------- | -------------------- |
| —       | 1 lutego    | 2018 | Kandersteg  | Lötschberg-Schanze | K-95    | HS-106 | indywid. | DSQ    | DSQ    | DSQ      | DSQ       | Marius Lindvik       |
| 59.     | 24 stycznia | 2019 | Lahti       | Salpausselkä       | K-90    | HS-100 | indywid. | 71,5 m | –      | 68,9 pkt | 183,2 pkt | Thomas Aasen Markeng |

## Puchar Kontynentalny

### Miejsca w poszczególnych konkursachPucharu Kontynentalnego
| Źródło                                                                        | Źródło            | Źródło     | Źródło     | Źródło          | Źródło          | Źródło                 | Źródło                 | Źródło              | Źródło              | Źródło        | Źródło        | Źródło        | Źródło        | Źródło        | Źródło              | Źródło              | Źródło              | Źródło              | Źródło           | Źródło           | Źródło            | Źródło            | Źródło     | Źródło         | Źródło         | Źródło            | Źródło            | Źródło | Źródło | Źródło | Źródło | Źródło | Źródło | Źródło | Źródło | Źródło | Źródło | Źródło | Źródło | Źródło | Źródło | Źródło | Źródło | Źródło | Źródło | Źródło | Źródło | Źródło | Źródło | Źródło | Źródło | Źródło | Źródło | Źródło | Źródło | Źródło | Źródło | Źródło | Źródło |
| ----------------------------------------------------------------------------- | ----------------- | ---------- | ---------- | --------------- | --------------- | ---------------------- | ---------------------- | ------------------- | ------------------- | ------------- | ------------- | ------------- | ------------- | ------------- | ------------------- | ------------------- | ------------------- | ------------------- | ---------------- | ---------------- | ----------------- | ----------------- | ---------- | -------------- | -------------- | ----------------- | ----------------- | ------ | ------ | ------ | ------ | ------ | ------ | ------ | ------ | ------ | ------ | ------ | ------ | ------ | ------ | ------ | ------ | ------ | ------ | ------ | ------ | ------ | ------ | ------ | ------ | ------ | ------ | ------ | ------ | ------ | ------ | ------ | ------ |
| Sezon 2017/2018                                                               |                   |            |            |                 |                 |                        |                        |                     |                     |               |               |               |               |               |                     |                     |                     |                     |                  |                  |                   |                   |            |                |                |                   |                   |        |        |        |        |        |        |        |        |        |        |        |        |        |        |        |        |        |        |        |        |        |        |        |        |        |        |        |        |        |        |        |        |
| Whistler HS104                                                                | Whistler HS104    | Ruka HS142 | Ruka HS142 | Engelberg HS140 | Engelberg HS140 | Titisee-Neustadt HS142 | Titisee-Neustadt HS142 | Bischofshofen HS140 | Bischofshofen HS140 | Erzurum HS140 | Erzurum HS140 | Sapporo HS100 | Sapporo HS137 | Sapporo HS137 | Planica HS138       | Planica HS138       | Iron Mountain HS133 | Iron Mountain HS133 | Brotterode HS117 | Brotterode HS117 | Klingenthal HS140 | Klingenthal HS140 | Rena HS139 | Rena HS139     | Zakopane HS140 | Zakopane HS140    | Czajkowskij HS140 | punkty |        |        |        |        |        |        |        |        |        |        |        |        |        |        |        |        |        |        |        |        |        |        |        |        |        |        |        |        |        |        |        |
| -                                                                             | -                 | 56         | 52         | -               | -               | 70                     | 72                     | 66                  | 64                  | -             | -             | -             | -             | -             | -                   | -                   | -                   | -                   | -                | -                | -                 | -                 | -          | -              | 59             | 63                | -                 | 0      |        |        |        |        |        |        |        |        |        |        |        |        |        |        |        |        |        |        |        |        |        |        |        |        |        |        |        |        |        |        |        |
| Sezon 2018/2019                                                               |                   |            |            |                 |                 |                        |                        |                     |                     |               |               |               |               |               |                     |                     |                     |                     |                  |                  |                   |                   |            |                |                |                   |                   |        |        |        |        |        |        |        |        |        |        |        |        |        |        |        |        |        |        |        |        |        |        |        |        |        |        |        |        |        |        |        |        |
| Lillehammer HS140                                                             | Lillehammer HS140 | Ruka HS142 | Ruka HS142 | Engelberg HS140 | Engelberg HS140 | Klingenthal HS140      | Klingenthal HS140      | Bischofshofen HS142 | Bischofshofen HS142 | Sapporo HS137 | Sapporo HS137 | Sapporo HS137 | Planica HS139 | Planica HS139 | Iron Mountain HS133 | Iron Mountain HS133 | Iron Mountain HS133 | Oberstdorf HS137    | Oberstdorf HS137 | Brotterode HS117 | Brotterode HS117  | Rena HS139        | Rena HS139 | Zakopane HS140 | Zakopane HS140 | Czajkowskij HS102 | Czajkowskij HS140 | punkty |        |        |        |        |        |        |        |        |        |        |        |        |        |        |        |        |        |        |        |        |        |        |        |        |        |        |        |        |        |        |        |
| -                                                                             | -                 | dq         | 49         | -               | -               | -                      | -                      | -                   | -                   | -             | -             | -             | -             | -             | -                   | -                   | -                   | -                   | -                | -                | -                 | -                 | -          | 48             | 60             | -                 | -                 | 0      |        |        |        |        |        |        |        |        |        |        |        |        |        |        |        |        |        |        |        |        |        |        |        |        |        |        |        |        |        |        |        |
| Legenda                                                                       |                   |            |            |                 |                 |                        |                        |                     |                     |               |               |               |               |               |                     |                     |                     |                     |                  |                  |                   |                   |            |                |                |                   |                   |        |        |        |        |        |        |        |        |        |        |        |        |        |        |        |        |        |        |        |        |        |        |        |        |        |        |        |        |        |        |        |        |
| 1 2 3 4-10 11-30 poniżej 30 dq – dyskwalifikacja - – zawodnik nie wystartował |                   |            |            |                 |                 |                        |                        |                     |                     |               |               |               |               |               |                     |                     |                     |                     |                  |                  |                   |                   |            |                |                |                   |                   |        |        |        |        |        |        |        |        |        |        |        |        |        |        |        |        |        |        |        |        |        |        |        |        |        |        |        |        |        |        |        |        |

## Letni Puchar Kontynentalny

### Miejsca w poszczególnych konkursachLetniego Pucharu Kontynentalnego
| Źródło                                                                        | Źródło      | Źródło        | Źródło      | Źródło         | Źródło      | Źródło      | Źródło          | Źródło          | Źródło         | Źródło         | Źródło            | Źródło            | Źródło | Źródło | Źródło | Źródło | Źródło | Źródło | Źródło | Źródło | Źródło | Źródło | Źródło | Źródło | Źródło | Źródło |
| ----------------------------------------------------------------------------- | ----------- | ------------- | ----------- | -------------- | ----------- | ----------- | --------------- | --------------- | -------------- | -------------- | ----------------- | ----------------- | ------ | ------ | ------ | ------ | ------ | ------ | ------ | ------ | ------ | ------ | ------ | ------ | ------ | ------ |
| 2017                                                                          |             |               |             |                |             |             |                 |                 |                |                |                   |                   |        |        |        |        |        |        |        |        |        |        |        |        |        |        |
| Kranj HS109                                                                   | Kranj HS109 | Szczyrk HS106 | Wisła HS134 | Frenštát HS106 | Stams HS115 | Stams HS115 | Trondheim HS138 | Trondheim HS138 | Râșnov HS100   | Râșnov HS100   | Klingenthal HS140 | Klingenthal HS140 | punkty |        |        |        |        |        |        |        |        |        |        |        |        |        |
| -                                                                             | -           | -             | 65          | -              | -           | -           | -               | -               | 59             | 56             | -                 | -                 | 0      |        |        |        |        |        |        |        |        |        |        |        |        |        |
| 2018                                                                          |             |               |             |                |             |             |                 |                 |                |                |                   |                   |        |        |        |        |        |        |        |        |        |        |        |        |        |        |
| Kranj HS109                                                                   | Kranj HS109 | Szczyrk HS106 | Wisła HS134 | Frenštát HS106 | Stams HS115 | Stams HS115 | Oslo HS106      | Oslo HS106      | Zakopane HS140 | Zakopane HS140 | Klingenthal HS140 | Klingenthal HS140 | punkty |        |        |        |        |        |        |        |        |        |        |        |        |        |
| dq                                                                            | 51          | -             | -           | -              | -           | -           | -               | -               | -              | -              | -                 | -                 | 0      |        |        |        |        |        |        |        |        |        |        |        |        |        |
| Legenda                                                                       |             |               |             |                |             |             |                 |                 |                |                |                   |                   |        |        |        |        |        |        |        |        |        |        |        |        |        |        |
| 1 2 3 4-10 11-30 poniżej 30 dq – dyskwalifikacja - − zawodnik nie wystartował |             |               |             |                |             |             |                 |                 |                |                |                   |                   |        |        |        |        |        |        |        |        |        |        |        |        |        |        |

### Puchar Beskidów

#### Miejsca w klasyfikacji generalnej
| Sezon | Miejsce |
| ----- | ------- |
| 2017  | 79.     |

## FIS Cup

### Miejsca w klasyfikacji generalnej
| Sezon     | Miejsce |
| --------- | ------- |
| 2017/2018 | 128.    |

### Miejsca w poszczególnych konkursachFIS Cupu
| Źródło                                                                        | Źródło        | Źródło           | Źródło           | Źródło       | Źródło       | Źródło           | Źródło           | Źródło             | Źródło             | Źródło         | Źródło         | Źródło        | Źródło        | Źródło               | Źródło               | Źródło          | Źródło          | Źródło         | Źródło         | Źródło       | Źródło       | Źródło    | Źródło    | Źródło | Źródło | Źródło | Źródło | Źródło | Źródło | Źródło | Źródło | Źródło | Źródło | Źródło | Źródło | Źródło | Źródło | Źródło | Źródło |        |
| ----------------------------------------------------------------------------- | ------------- | ---------------- | ---------------- | ------------ | ------------ | ---------------- | ---------------- | ------------------ | ------------------ | -------------- | -------------- | ------------- | ------------- | -------------------- | -------------------- | --------------- | --------------- | -------------- | -------------- | ------------ | ------------ | --------- | --------- | ------ | ------ | ------ | ------ | ------ | ------ | ------ | ------ | ------ | ------ | ------ | ------ | ------ | ------ | ------ | ------ | ------ |
| Sezon 2015/2016                                                               |               |                  |                  |              |              |                  |                  |                    |                    |                |                |               |               |                      |                      |                 |                 |                |                |              |              |           |           |        |        |        |        |        |        |        |        |        |        |        |        |        |        |        |        |        |
| Villach                                                                       | Villach       | Kuopio           | Kuopio           | Szczyrk      | Szczyrk      | Einsiedeln       | Einsiedeln       | Râșnov             | Râșnov             | Notodden       | Notodden       | Zakopane      | Zakopane      | Pjongczang           | Pjongczang           | Whistler        | Whistler        | Eau Claire     | Eau Claire     | Planica      | Planica      | Harrachov | Harrachov | punkty |        |        |        |        |        |        |        |        |        |        |        |        |        |        |        |        |
| -                                                                             | -             | -                | -                | -            | -            | -                | -                | -                  | -                  | -              | -              | 77            | 82            | -                    | -                    | -               | -               | -              | -              | -            | -            | -         | -         | 0      |        |        |        |        |        |        |        |        |        |        |        |        |        |        |        |        |
| Sezon 2016/2017                                                               |               |                  |                  |              |              |                  |                  |                    |                    |                |                |               |               |                      |                      |                 |                 |                |                |              |              |           |           |        |        |        |        |        |        |        |        |        |        |        |        |        |        |        |        |        |
| Villach HS98                                                                  | Villach HS98  | Szczyrk HS106    | Szczyrk HS106    | Kuopio HS127 | Kuopio HS127 | Einsiedeln HS117 | Einsiedeln HS117 | Hinterzarten HS108 | Hinterzarten HS108 | Râșnov HS100   | Râșnov HS100   | Notodden HS98 | Notodden HS98 | Zakopane HS134       | Zakopane HS134       | Eau Claire HS95 | Eau Claire HS95 | Sapporo HS100  | Sapporo HS134  | punkty       | punkty       | punkty    | punkty    | punkty | punkty | punkty | punkty | punkty | punkty | punkty | punkty | punkty | punkty | punkty | punkty | punkty | punkty | punkty |        |        |
| 76                                                                            | 87            | 86               | 84               | -            | -            | -                | -                | -                  | -                  | 41             | 51             | 75            | 76            | 80                   | 80                   | -               | -               | -              | -              | 0            | 0            | 0         | 0         | 0      | 0      | 0      | 0      | 0      | 0      | 0      | 0      | 0      | 0      | 0      | 0      | 0      | 0      | 0      |        |        |
| Sezon 2017/2018                                                               |               |                  |                  |              |              |                  |                  |                    |                    |                |                |               |               |                      |                      |                 |                 |                |                |              |              |           |           |        |        |        |        |        |        |        |        |        |        |        |        |        |        |        |        |        |
| Villach                                                                       | Villach       | Kuopio           | Kuopio           | Kandersteg   | Kandersteg   | Râșnov           | Râșnov           | Whistler           | Whistler           | Notodden       | Notodden       | Zakopane      | Zakopane      | Planica              | Planica              | Rastbüchl       | Rastbüchl       | Villach        | Villach        | Falun        | punkty       | punkty    | punkty    | punkty | punkty | punkty | punkty | punkty | punkty | punkty | punkty | punkty | punkty | punkty | punkty | punkty | punkty | punkty | punkty |        |
| -                                                                             | -             | 17               | 49               | -            | -            | 34               | 48               | -                  | -                  | -              | -              | -             | -             | -                    | -                    | -               | -               | -              | -              | -            | 14           | 14        | 14        | 14     | 14     | 14     | 14     | 14     | 14     | 14     | 14     | 14     | 14     | 14     | 14     | 14     | 14     | 14     | 14     |        |
| Sezon 2018/2019                                                               |               |                  |                  |              |              |                  |                  |                    |                    |                |                |               |               |                      |                      |                 |                 |                |                |              |              |           |           |        |        |        |        |        |        |        |        |        |        |        |        |        |        |        |        |        |
| Villach HS98                                                                  | Villach HS98  | Szczyrk HS106    | Szczyrk HS106    | Râșnov HS97  | Râșnov HS97  | Notodden HS100   | Notodden HS100   | Park City HS100    | Park City HS100    | Zakopane HS140 | Zakopane HS140 | Planica HS102 | Planica HS102 | Rastbüchl HS78       | Rastbüchl HS78       | Villach HS98    | Villach HS98    | punkty         | punkty         | punkty       | punkty       | punkty    | punkty    | punkty | punkty | punkty | punkty | punkty | punkty | punkty | punkty | punkty | punkty | punkty | punkty | punkty |        |        |        |        |
| -                                                                             | -             | 36               | 44               | -            | -            | -                | -                | -                  | -                  | -              | -              | -             | -             | -                    | -                    | -               | -               | 0              | 0              | 0            | 0            | 0         | 0         | 0      | 0      | 0      | 0      | 0      | 0      | 0      | 0      | 0      | 0      | 0      | 0      | 0      |        |        |        |        |
| Sezon 2019/2020                                                               |               |                  |                  |              |              |                  |                  |                    |                    |                |                |               |               |                      |                      |                 |                 |                |                |              |              |           |           |        |        |        |        |        |        |        |        |        |        |        |        |        |        |        |        |        |
| Szczyrk HS104                                                                 | Szczyrk HS104 | Szczuczyńsk HS99 | Szczuczyńsk HS99 | Ljubno HS94  | Ljubno HS94  | Pjongczang HS109 | Pjongczang HS109 | Râșnov HS97        | Râșnov HS97        | Villach HS98   | Villach HS98   | Notodden HS98 | Notodden HS98 | Oberwiesenthal HS105 | Oberwiesenthal HS105 | Zakopane HS140  | Zakopane HS140  | Rastbüchl HS78 | Rastbüchl HS78 | Villach HS98 | Villach HS98 | punkty    | punkty    | punkty | punkty | punkty | punkty | punkty | punkty | punkty | punkty | punkty | punkty | punkty | punkty | punkty | punkty | punkty | punkty | punkty |
| 65                                                                            | 61            | -                | -                | -            | -            | -                | -                | -                  | -                  | -              | -              | -             | -             | -                    | -                    | -               | -               | -              | -              | -            | -            | 0         | 0         | 0      | 0      | 0      | 0      | 0      | 0      | 0      | 0      | 0      | 0      | 0      | 0      | 0      | 0      | 0      | 0      | 0      |
| Legenda                                                                       |               |                  |                  |              |              |                  |                  |                    |                    |                |                |               |               |                      |                      |                 |                 |                |                |              |              |           |           |        |        |        |        |        |        |        |        |        |        |        |        |        |        |        |        |        |
| 1 2 3 4-10 11-30 poniżej 30 dq – dyskwalifikacja - − zawodnik nie wystartował |               |                  |                  |              |              |                  |                  |                    |                    |                |                |               |               |                      |                      |                 |                 |                |                |              |              |           |           |        |        |        |        |        |        |        |        |        |        |        |        |        |        |        |        |        |